# PUBG Mobile
《PUBG Mobile》（台湾官方译为），是騰訊遊戲旗下光子工作室群与魁匠團共同推出的免費手机大逃杀游戏，为《绝地求生》的手機移植版本。此遊戲的基本玩法內容與電腦版本的《绝地求生》一致，讓手機端玩家也能體驗到如電腦版本的經典大逃殺遊戲。截至2021年3月，《PUBG Mobile》在Google Play和App Store的下載量已累計達10億次，在2020年總收入更超過26億美元，成為當年收入最多的手機遊戲。截至2021年8月，遊戲的總收入已提高到62億美元。。截至2025年1月，官方宣称有10亿玩家，5000万月活（商店页面）。

## 遊戲機制

### 安全區
安全區是讓玩家們聚集戰鬥的機制，每隔幾分鐘將會缩小安全區一次（安全区越小刷新頻率越快），若玩家們處在安全區以外，將會持續地受到電擊導致扣除生命值（傷害會隨著安全區縮小而增加）。

### 警戒區
在遊戲開始後，每隔一段時間，地圖上會輪流顯示紅色區域，在紅色區域內將會隨機轟炸，被轟炸的玩家將會被擊倒或被淘汰。紅色警戒區域可找尋有屋頂的建築物躲避。
卡拉金地圖則採用全新的黑色警戒區機制，黑區內將會有導彈往房屋轟炸，轟炸同時也會將房屋摧毀，並擊殺屋內的玩家，不論有沒有隊友也不會倒地。

### 生命值、能量值
初始生命值為100%，若玩家遭受敵人攻擊、位於安全區之外、警戒區域內，或受到坠落伤害等，將會扣除生命值。而在多人匹配組隊中若生命值降至0%以下會觸發擊倒動作，隊友可通過"救援"來扶起隊友。生命值可通過恢復道具進行恢復(如：醫療箱：恢復100%、急救包：恢復75%、繃帶：恢復10%)，部分恢復道具只可將生命值恢復至75%，若要恢復到100%需使用能量道具補充能量(如:能量飲品：增加40%，止痛藥：增加60%，腎上腺素：增加100%)，能量值會隨時間推進轉化為生命值。能量值若達到60%以上可增加玩家移動速度。

### 獲勝條件
當場上出現最後一個存活的玩家或是隊伍，遊戲就會結束，並且該名玩家或該隊伍獲得第一名。結算畫面將顯示「大吉大利，今晚吃雞!」（ Winner Winner ! Chicken Dinner ! )字樣，會在遊戲結算前MVP玩家可以召喚一個雕像。

### 空投
空投分為普通空投和超级空投，里面物资丰富，必有一套三级護具（有機率沒有三級背包）和有几率产出GROZA、Mk14、AWM、FAMAS、AMR 、MP7、P90、MG3（卡拉金地图有铁拳火箭筒）、吉利服、子彈、藥品和配件。在利維科地圖會有機率刷新強化武器。普通空投会定时从飞机上扔下，有機率會在同一架飛機上扔下兩個相差距離不遠的普通空投，超级空投只能用信号枪在安全區內召唤（安全區外則召唤装甲车），超級空投不會刷新三級背包。

## 地圖
*若無特別加註，所有地圖均擁有第三人稱（TPP）和第一人稱（FPP）視角可供選擇。
*晝夜交替模式將會在舊版本當前地圖沒有任何特殊模式時會在「艾倫格」、「米拉瑪」與「薩諾」地圖中機率配對到。

### 經典模式地圖
| 地图             | 大小             | 描述                 | 天氣                                                                                | 备注 |
| ---------------- | ---------------- | -------------------- | ----------------------------------------------------------------------------------- | --- |
| 艾倫格(Erangel)  | 64km2（8km×8km） | 苏联风格的黑海海岛   | 晴天、霧天、雨天、黃昏、雷雨 （此地圖為動態天氣變化）                               | 此地圖已於2020年9月8日 - 1.0版本中全面翻新 |
| 米拉瑪 (Miramar) | 64km2（8km×8km） | 墨西哥风格的沙漠     | 晴天、霧天、雨天、沙塵暴天空場景(非沙塵暴模式，低機率配對) （此地圖為動態天氣變化） | 此地圖已於2020年5月8日 - 0.18.0版本中更新。 有特殊槍械「Win 94」 |
| 薩諾 (Sanhok)    | 16km2（4km×4km） | 东南亚风格的南方海岛 | 晴天、霧天、雨天、雷雨（此地圖為動態天氣變化）                                      | 有「QBZ」及「QBU」兩把特殊槍械 |
| 維寒迪 (Vikendi) | 36km2（6km×6km） | 东欧风格的北方海岛   | 晴天、小雪、暴風雪 (非極寒模式)、月光（極光）                                       | 此地圖已於2021年4月7日下线，在2021年10月8日回歸。有兩把特殊槍械「MP5K」和「G36C」。 |
| 利維科(Livik)    | 4km2（2km×2km）  | 北歐風格的海島       | 晴天                                                                                | 此地圖於2020年7月7日 - 0.19.0版本中上線測試版。一場比賽最多只會有52人。地圖上有「P90」,「MK12」,M1014」及「FAMAS」四把特殊槍械，且由於是小型地圖，所以官方提高了物資的豐饒度縮短了搜裝備的時間。這張地圖有專屬載具：「怪獸卡車」，可在各種障礙物上開過去，停車時會發出巨大聲響。目前不會出現信號槍 正式版Livik於2022年5月11日上線，增加新建築 ,「UTV全地形車」 ,「寶藏箱」 ,「滑索系統」及「武器改裝包」。地圖的部分草叢裏會有野果，食用後可以回復能量值。 |
| 卡拉金(Karakin)  | 4km2（2km×2km）  | 北非風格的沙漠島嶼   | 晴天、黃昏                                                                          | 此地圖於2021年4月7日上線。一場比賽最多只會有64人，此地圖有許多地下道，且地圖大部分牆壁地板可以被摧毀。「破片手榴彈」在這張地圖上皆以「黏性炸彈」取代，「紅色警戒區」則以「黑色警戒區」取代。此外，還有獨特的「鐵拳火箭筒」。因地圖面積小，倍鏡放大倍率最高只有4倍。 |
| 努山(Nusa)       | 1km2（1km×1km）  | 度假島風格的島嶼     | 晴天                                                                                | 擁有獨特的復活機制，每名玩家在遊戲初期都有一次自動復活機會。有兩種專屬武器「NS2000霰彈槍」、「戰術弩」。 |

### 競技場地圖
| 地图     | 對應模式                     | 備註                                                                       |
| -------- | ---------------------------- | -------------------------------------------------------------------------- |
| 倉庫     | 死亡競技、競技訓練           | 有多個貨櫃隨機擺放。左右有兩條小路，中間則有大倉庫。                       |
| 小鎮     | 佔點競技                     | 地圖上有軍備庫，可以到那邊更換槍械以及補充彈藥。                           |
| 遺跡     | 衝鋒競技                     | 熱帶雨林中的古遺跡，植被茂密且道路曲折複雜。                               |
| 圖書館   | 軍備競技                     | 內部結構對稱，中間有座天橋連向雙方出生點，兩邊均有狗洞，對方可用此通道偷襲 |
| 机库     | 死亡競技、競技訓練、軍備競技 | 內部掩體密布，中間有架直升機。                                             |
| 聖托里尼 | 死亡競技、競技訓練           | 仿照希臘傳統房屋設計，8V8競技。 擁有許多道路，地圖較大。                   |

## 模式
若無特別加註，所有模式均擁有第三人稱（TPP）和第一人稱（FPP）視角可供選擇。

### 經典模式
還原與電腦版本絕地求生的玩法。每一局遊戲大約有100名玩家參與，主要目的是爭取生存到最後。而玩家可透過收集物資武裝自身。可選擇四人、雙人組隊或單排配對遊玩。

### 娛樂模式
包括極速戰場和狙擊模式，提供快節奏以及沒有段位分數壓力的娛樂休閒玩法，可選擇四人、雙人組隊或單排配對遊玩。

### 競技場
4V4團隊戰，無限復活，讓玩家們練習對槍技巧。兩隊玩家會在各自復活點出生，兩個復活點遙遙相對。

### 進化戰場
提供玩家更瘋狂多樣的遊戲玩法。

### 終極戰場
共要獲勝4局，玩家需要用金幣換取武器。當玩家在1局局小勝後，上一局的裝備將會保留到下一局，如果輸了，上一局的裝備將被扣走，只留下二級頭盔、二級盔甲及P92手槍。

#### 點火計劃（已下架）
艾倫格地圖被虛構科技能源公司「DynaHex」進行科技化改造，並新增了「ASM Abakan」步槍並與特斯拉合作創造特斯拉工廠讓玩家可以玩出全新玩法。在該模式獲得分數會計入排位分。

#### 火力全開2.0
新增了武裝直升機、密室和據點。可以使用新武器AT4-A 雷射導彈、M202 四管火箭炮、M134重機槍，以及新的道具UAV控制器、單兵雷達和防爆服。

### 樂園&練習場
在大逃殺遊戲外，磨練遊戲技巧與交友的地方。

### 活動模式
配合遊戲活動所衍生出的玩法。
- 人機對戰

### Metro Royale 地鐵逃生
與《地鐵：離去》（臺灣譯作《  戰慄深隧：流亡 》）合作推出的特殊模式，内有新地面城區和地下世界。玩家的目标不再是击杀敌人存活到最后，而是奪取敌人的装备以及物资，带到返回点并返回。多余的物资和装备可以到“黑市”进行售卖。将物品售卖后，将会获得与之相对应价值的“Metro Cash”，“Metro Cash”可以到黑市中购买里面的所有物品（獨眼蛇與鋼鐵陣線的武器與防具只能在每日黑市概率刷新或開禮包及打Boss)，包括槍械（等級分別為破損→修補→完好→改進→精緻→⁠鋼鐵陣線和獨眼蛇）、药品（能量飲料、止痛藥、腎上腺素、繃帶、急救包、醫療包、抗輻射藥）、子弹（等級分別為鏽蝕→普通→拋光→高爆→燃燒和毒性）、配件（等級分別為破損→修補→完好→改進→精緻；瞄具新增夜視瞄準鏡、熱成像瞄具，效果分別為夜視和將人物（包括隊友和敵人）變為白色，其他環境變為黑色）頭盔（1~6級、獨眼蛇：4～6級、鋼鐵陣線：4～6級、夜視頭盔（具有夜視功能，但防護能力等於一級頭盔））護甲（1~6級、獨眼蛇：4級~6級、鋼鐵陣線：4級~6級）、背包（1~6級）。本模式专属武器TR-2A型气步槍使用鋼珠來作為子彈。藥品中的抗輻射藥是地鐵逃生模式的特殊藥品，可以暫時消除玩家在地圖輻射區受到的輻射值。槍械和護甲中的獨眼蛇和鋼鐵陣線也是地鐵逃生模式專有的特殊槍械，兩種不同的品質也都有不同的屬性加成（獨眼蛇武器增加命中頭部傷害、穩定性、鋼鐵陣線武器加穩定性、武器耐久；獨眼蛇護甲減低重量，減低減速效果、鋼鐵陣線護甲增加穿透防護，但增加重量和減速效果）。本模式的護甲可以裝配配件（1～3級可裝配一個，4～5級可裝配兩個，6級可裝配三個）分別有：尼龍綁帶、戰術小包、內忖外骨骼、複合纎維插板、鋼製插板（品質分別為破損→修復→完好→改進→精緻）和注鉛織料（品質只有精緻）。握把新增下掛榴彈發射器（改為只有ㄧ種品質），可發射40毫米榴彈。
本模式的地圖共有7個，分別是由海島地圖衍生而來的對峙前線（基礎）、舊封鎖區（基礎）和舊封鎖區（進階），以及非從海島地圖衍生而來的迷霧港口（基礎）和迷霧港口（進階）以及非從海島地圖衍生而來的冰河禁區（基礎）與冰河禁區（進階）。在進階地圖中死亡後會有概率掉落穿戴的裝備，並會掉落除保險箱以外的背包物品，而在基礎地圖中則只會掉落除保險箱以外的背包物品。舊封鎖區（進階）擁有特殊的「輻射區」。在最新版本中推出金色級別的武器裝備，金色級別的武器裝備有1至2個屬性詞條，金色武器裝備會由boss掉落、由軍備箱開出和開禮包以及工作臺四種途徑出現，獨眼蛇和鋼鐵陣線的金色武器裝備會擁有兩個詞條，普通六級和精緻武器則會擁有一到兩個詞條；这次更新也增加了新地圖「迷霧港口」，有基礎和進階模式，大小約為1.2km x 1.2km，該地圖有鋼鐵陣線和獨眼蛇增援事件、盜賊boss等特殊事件。在最新的更新中，官方在此地图加入了恐龙，有迅猛龙和翼龙两种，击败会概率掉落恐龙碎骨，恐龙头骨和鼓鼓的现金盒等可变卖物资。16赛季官方将恐龙替换成为了丧尸，依旧掉落现金袋，17赛季官方移除了丧尸，新加入冰块，击碎可以掉落金砖等变卖物。之後也有加入賽季特殊變賣物像：緋紅水晶、珍稀古錢幣。
此模式為賽季制，當賽季更新時，將會清空玩家在倉庫裡之前所取得的裝備和metro cash，新賽季開始時，系統會在郵箱中贈送50萬metro cash 作為「啟動資金」。（在地鐵逃生的14賽季開始的第一天時，部分人因未知原因導致啟動資金變沒了，官方迅速在第二天給所有地鐵逃生玩家發放了80萬metro cash作為補償）

#### WOW（World of Wonder）
WOW（World of Wonder）是由玩家創作的模式, 段位超過鑽石的玩家可以自由創造地圖與玩法, 有各種競技、跑酷等類型

## 合作

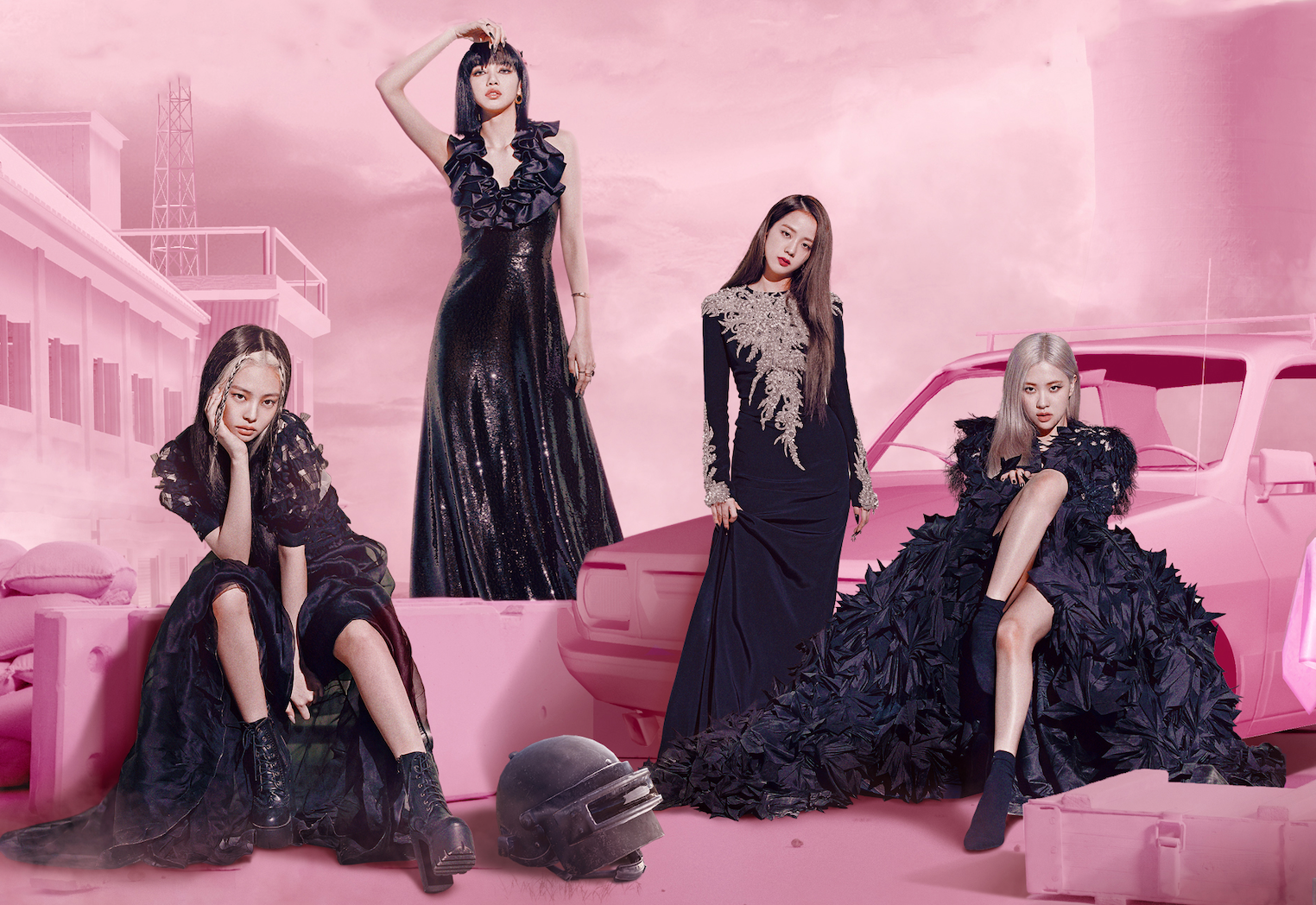
BLACKPINK與遊戲的宣傳圖。

2019年3月，官方與DJ Alan Walker 進行合作，推出歌曲On My Way和Live Fast。遊戲內也有推出 Alan Walker 口罩和Alan Walker連帽衣服。
2019年4月，官方與《惡靈古堡2》進行合作。同時，推出遊戲中第一個 PvEvP的玩法「破曉生還」。
2019年6月，官方与电影《哥斯拉》进行联动，推出哥斯拉皮肤,於2021年9月1日至10月31日返場,現已絕版
2019年11月，官方与电视剧《行尸走肉》进行联动，推出弩哥，尼根，刀女，瑞克四个皮肤。其中弩哥和瑞克的皮肤可以免费通过活动获得，幸运的玩家可以获得永久。目前，这四个皮肤都绝版，
2019年12月，官方与游戏《愤怒鸟2》进行联动，推出愤怒鸟相关道具，包含衣服，载具皮肤，武器皮肤等。目前，愤怒鸟系列道具已经绝版。同时，出生岛玩家手中的苹果也变成了可爱的小鸟：怒鸟红，炸弹黑，飞镖黄。
2020年7月，官方与YAMAHA进行联动，推出了摩托车皮肤，目前该摩托车皮肤已经绝版。
2020年9月，官方宣布與韓國女子偶像團體 BLACKPINK 進行合作，遊戲內先後也使用Playing With Fire 、How You Like That  、 Lovesick Girls作為合作主題曲。
2020年11月，官方正式與《戰慄深隧：流亡》展開合作，同時推出全新模式「地铁逃生」。
2021年2月，官方正式与B.DUCK小黄鸭展开合作，同时推出全新皮肤套装「B.DUCK套装」、全新玩法「B.DUCK世界巡回」，艾倫格地图将会看到黄色小鸭漂流！
2021年3月，官方与《哥斯拉大战金刚》进行联动，并且宣布全新联动模式正在制作中。
2021年6月，官方将与特斯拉展开深度联动，未来将在游戏中加入亲身体验跨时代的科技与产品。
2021年8月，官方與風靡全球的人氣動畫《咒術迴戰》展開聯動合作，聯動地區不包括日本、中國大陸地區。
2023年7月，官方與《七龍珠超》展開聯動合作，推出新模式和服裝。

## 爭議

### 日本「旭日旗」面具與「731部隊」角色事件
2018年7月14日，《PUBG Mobile》推出新裝備，其中一款用於裝飾遊戲中戰鬥機飛行員的面具，被指映射日本二戰時期軍隊的軍旗「旭日旗」；一名人工智能角色被命名為「731部隊」。7月15日，藍洞公司將「旭日旗」面具和「731部隊」角色從遊戲中刪除，聲明是誤將應該刪除的測試內容不小心發佈，同時致歉。

### 魁匠團宣佈收回騰訊《PUBG Mobile》在印度的代理權
由於中國與印度的關係持續惡化，印度政府在2020年9月初為了「國家安全」，宣佈封殺118款中國手機應用程式，包括由騰訊公司代理的手機遊戲《PUBG Mobile》。
據《彭博》報道，韓國電子遊戲開發商KRAFTON（魁匠團）表示，將收回騰訊《絕地求生》在印度的代理權，並指正在「積極監測」遊戲最近在當地禁止遊戲的情況，承擔當地所有出版責任。魁匠團稱，完全理解並尊重印度採取的措施，並希望與政府合作找到解決方案；而騰訊在另一份聲明中表示，確認魁匠團將承擔所有遊戲在印度業務的責任，而其他地區的合作不會受到影響。
2020年11月，魁匠團推出了印度专属版本的PUBG Mobile，并在次年5月更名为Battlegrounds Mobile India。

## 遊戲貨幣
UC点券（儲值取得）、AG（透過活動取得/朋友贈送(老友)）、BP金币（戰鬥結束/朋友贈送/活動取得）、銀碎片（分解服飾取得此外也可以用BP购买/活動取得/也可以使用BP金幣購買/抽獎取得）。
服裝：
等級：灰色→綠色→藍色→紫色→粉色→紅色→金色
此外有聖裝，可以升星，一星聖裝等級是粉或紅色等級，滿星則是紅或金色等級。

## 赛季 (SEASON)
以2個月為1賽季，賽季期間玩家可透過經典模式遊戲提升遊戲段位。每個賽季結束後將會進行段位重製。卓越王牌、至尊王牌是Royale Pass 賽季變革的時候加上。
经典模式共有八个段位(自s19赛季过后，改为十个段位。每個段位有五個小段，青銅为白銀除外），以低至高排列，分別是：熱血青銅(III-I)、不屈白銀(IV-I)、英勇黃金(V-I)、堅韌铂金(V-I)、不朽星鑽(V-I)、榮耀皇冠(V-I)、超級王牌(1星至5星)、卓越王牌(6星至10星)、至尊王牌(11星或以上)以及無敵戰神。達到無敵戰神條件：段位達到超級王牌，当前伺服器前500名。

### 雙月制絕地通行證 (Royale Pass Month)
新赛季开启后，玩家会获得免费通行证，玩家可以通过购买高級通行證并完成挑战任务来获得大量道具。（普通版需要720UC、豪华版需要1920UC）

## 發行
遊戲於2018年3月15在加拿大開放測試，日韓版的正式發佈時間為5月16日，韩服的發佈時間為4月23日，臺版熱酷代理在2019年已經可以在Google Play以及App Store下載。
2019年1月24日，遊戲的輕量版《PUBG Mobile Lite》率先在泰國上架。
2019年4月17日，遊戲在台灣Google Play開放免費下載。
2020年9月8日，遊戲發布全新新紀元版本，脫離使用已久的0.X.0版本的命名方式，並使用全新1.X版本的命名方式。
2020年10月31日，PUBG Mobile（騰訊版本） 在印度宣布停止營運。
2020年11月13日，魁匠團旗下負責營運《PUBG Mobile》的PUBG公司正式宣布《PUBG Mobile》印度版本即將上線。
2021年5月6日，魁匠团旗下负责运营《PUBG Mobile》的PUBG工作室正式宣布《PUBG Mobile》的印度版本更名为BATTLEGROUNDS MOBILE INDIA，并再次宣布即将上线。
2021年5月14日，魁匠團旗下负责运营《PUBG Mobile》的PUBG工作室正式宣布将从2021年5月18日起通过Google Play提供的BATTLEGROUNDS MOBILE INDIA的预注册。

## 反響
| 汇总媒体   | 得分        |
| ---------- | ----------- |
| Metacritic | iOS: 82/100 |

| 媒体               | 得分   |
| ------------------ | ------ |
| GameSpot           | 8/10   |
| IGN                | 8.7/10 |
| Jeuxvideo.com      | 16/20  |
| Metro Game Central | 9/10   |
| Pocket Gamer       | [ 51 ] |

Metacritic根據9條評論，獲得82分，屬「普遍好評」。IGN認為「在大逃殺射擊遊戲中，滑鼠和鍵盤的精準性或主機的吸引力無可取代，但《PUBG Mobile》是一個技術奇蹟」。Polygon表示遊戲「出乎意料的適用於iOS和Android端」。

## 獲獎與提名
| 年度 | 獎項                     | 類別                 | 結果 | 參考文獻      |
| ---- | ------------------------ | -------------------- | ---- | ------------- |
| 2018 | Google Play Award        | 最佳手機遊戲         | 獲獎 | [ 55 ] [ 56 ] |
| 2018 | 第三十六屆金搖桿獎       | 年度最佳手機遊戲     | 獲獎 | [ 57 ]        |
| 2018 | 2018年遊戲大獎           | 最佳手機遊戲         | 提名 | [ 58 ]        |
| 2018 | 玩家票選獎               | 粉絲最愛手機遊戲     | 提名 | [ 59 ]        |
| 2019 | 第三十七屆金摇杆奖       | 年度最佳電子競技遊戲 | 提名 | [ 60 ]        |
| 2019 | 2019年義大利電子遊戲大獎 | 最佳手機遊戲         | 提名 | [ 61 ]        |

## 註解
1. ↑  利維科為52人，卡拉金為64人，努山為32人
2. ↑  Player versus player（玩家對戰玩家）

## 外部連結
- 官方网站（繁體中文）
- PUBG Mobile的Facebook專頁
- PUBG Mobile的X（前Twitter）
- YouTube上的PUBG Mobile頻道